# Laurel und Hardy: Gib mir den Hammer
Dick und Doof als Einbrecher ist eine US-amerikanische Kurzfilm-Komödie des Komiker-Duos Laurel & Hardy von 1930.

## Handlung
Der Polizeichef ist wütend über die vielen Einbrüche in letzter Zeit und beschuldigt den Offizier Kelley der Unfähigkeit. Um den Chef davon zu überzeugen, dass er seiner Verantwortung gewachsen ist, engagiert Kelley die Landstreicher Stan und Ollie als Einbrecher. Sie sollen beim Polizeichef einbrechen, während er danach als „tapferer Polizist“ bei diesem wieder Ansehen hätte. Während dieses Coups passieren eine Menge turbulenter Dinge, angefangen vom Überqueren der Gartenmauer. Durch die Unfähigkeit Stans sperren die beiden sich nach erfolgreichem Eindringen in das Haus immer wieder aus und müssen von vorne anfangen. Schlussendlich geraten sie beide ans elektrische Klavier, das darauf folgend laut von selbst spielt. Aufgeweckt vom Lärm, stürmt der Polizeichef ins Wohnzimmer. Stan und Ollie können rechtzeitig entkommen, während Kelley genau im falschen Moment ins Haus platzt und den Eindruck erweckt, als stecke er hinter dem Einbruch.

## Hintergrund
Die Dreharbeiten dauerten vom 30. Oktober bis 12. November 1929.

## Deutsche Fassungen
- Der Film erschien erstmals 1963 unter dem Titel Dick und Doof – Ganz doof. Stan Laurel wird von Walter Bluhm gesprochen und Oliver Hardy von Arno Paulsen. Die deutsche Fassung wurde bei der Internationalen Film-Union (IFU) erstellt, das Buch schrieb Halmut Harun.[1]
- Unter dem Titel Dick und Doof als Einbrecher wurde der Film 1961 bei der Beta Technik in München erneut synchronisiert. Die Dialoge schrieb Wolfgang Schick, Regie führte Manfred R. Köhler und die Musik steuerte Conny Schumann bei. Stan und Ollie wurden erneut von Bluhm und Paulsen gesprochen. Klaus Schwarzkopf sprach Offizier Kelley. Diese Fassung wurde auf DVD veröffentlicht.[1] (Das Datum kann nicht stimmen 1963 erstmals in Deutschland zu sehen und auf einmal 1961 ?)
- Eine dritte Fassung entstand 1969 in der MGM-Synchronabteilung. Das Buch stammte diesmal von Michael Günther. Während Walter Bluhm wieder als Stan zu hören ist, übernahm die Synchronisation von Ollie nun Gerd Duwner. Edgar Ott lieh Offizier Kelley seine Stimme.[1]
- Unter dem Titel Gib mir den Hammer war der Film Bestandteil der Reihe Dick und Doof. Überleitende Kommentare sprach Hanns Dieter Hüsch.